# ВЕС Чернаводе
ВЕС Чернаводе — вітрова електростанція в Румунії, в повіті Констанца.
Майданчик для станції обрали на сході країни у регіоні Добруджа, відомому своїми сильними вітрами. У 2011 році тут ввели в експлуатацію 46 вітрових турбін данської компанії Vestas типу V90/3000 із одиничною потужністю 3 МВт. При діаметрі ротора в 90 метрів вони монтувались на башти висотою 105 метрів.
Видача продукції відбувається по ЛЕП, що працює під напругою 110 кВ.
Проект отримав фінансування від Європейського банку реконструкції та розвитку, разом із розташованою у десяти кілометрах ВЕС Пештера.